# Первомайський (Тотемський район)
Первома́йський (рос. Первомайский) — селище у складі Тотемського району Вологодської області, Росія. Входить до складу Толшменського сільського поселення.

## Населення
Населення — 58 осіб (2010; 101 у 2002).
Національний склад (станом на 2002 рік):
- росіяни — 100 %